# 光速船
光速船（こうそくせん、コンピュータービジョン 光速船）は、1983年7月にバンダイが日本国内用に発売したゲーム機である。ベクタースキャン・ディスプレイを備えたゲーム機である。
当記事では日本で販売されたゲーム機の元になっている、アメリカでGCE社から販売されたVectrexについても併せて説明する。

## 概要

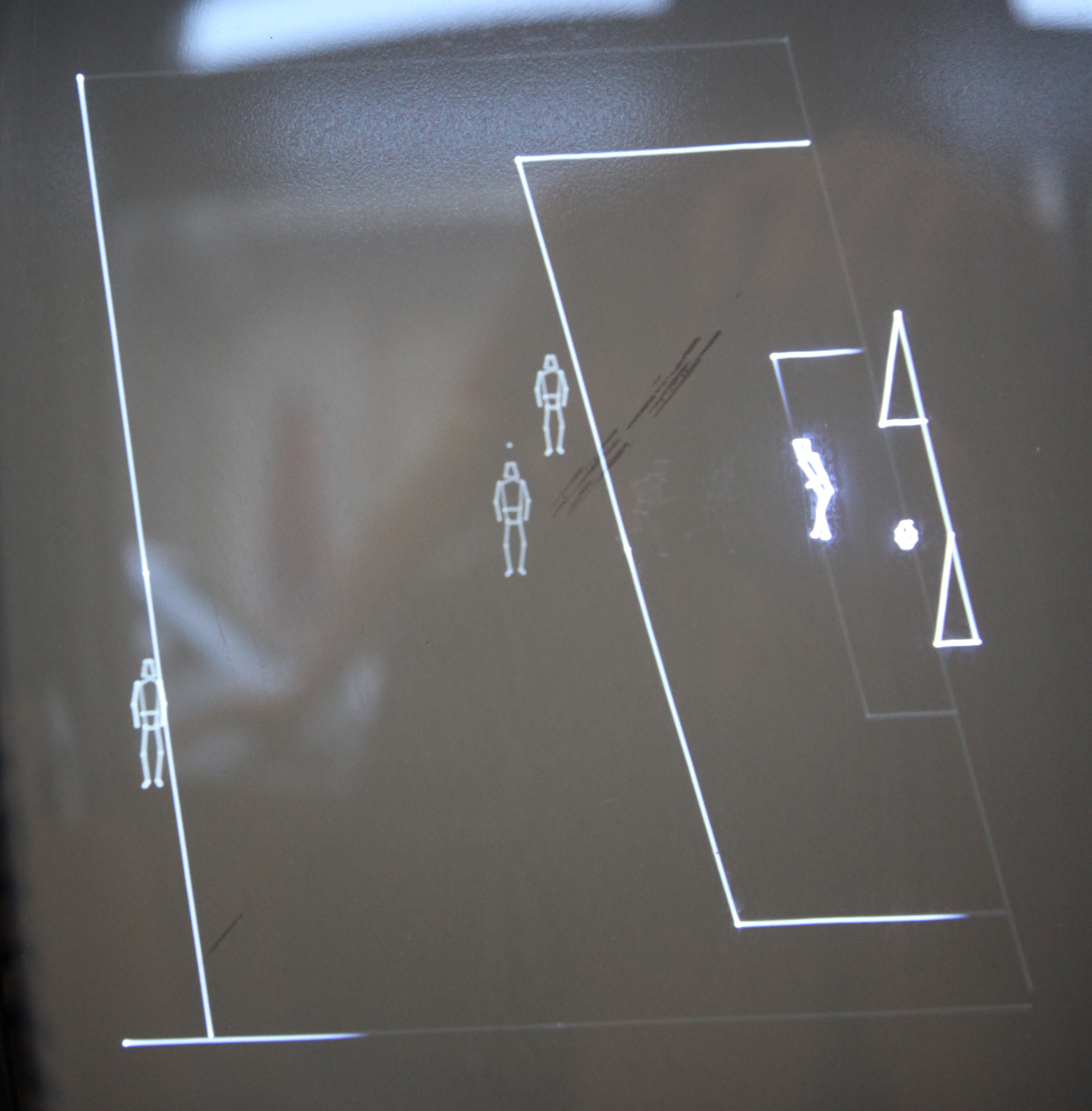
Vectrexのベクタースクリーンの描画

元々は1982年にアメリカのGeneral Consumer Electronics（GCE）社が「Vectrex」として発売したものである。アメリカでの価格は199ドル、日本国内での定価は54,800円である。
ベクタースキャンのディスプレイを標準搭載している。縦置き9インチ、白黒（モノクロ）のCRTで、カラーではないかわりにシャドーマスクの無い、ベクタースキャン特有の画像が特徴である。通常のテレビのようなラスタースキャンではなく、オシロスコープ等と同様の画面に直接線画を描くベクタースキャン方式のため、通常のテレビを表示のために使う事はできない。ベクタースキャンを採用した唯一の家庭用ゲーム機とされている。
持つのではなく置くタイプの、4ボタンのアナログ入力対応ジョイパッドなどを装備していた。オプション機器を利用することでコインオペレートが可能で、カウンタートップ筐体のアーケードゲームとしての運用も行われていた。また、独自筐体のアーケード版も存在する。

## 周辺機器

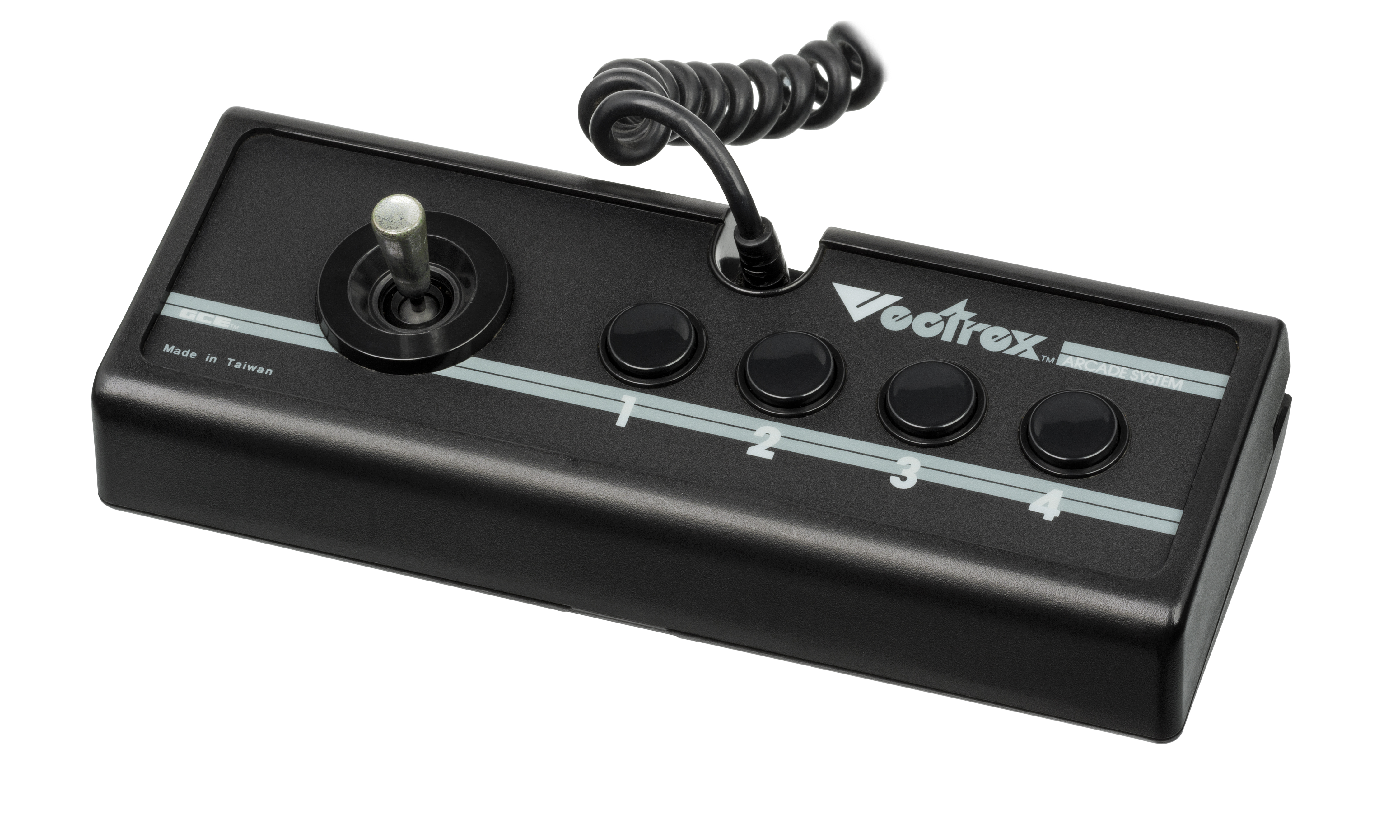
コントローラ
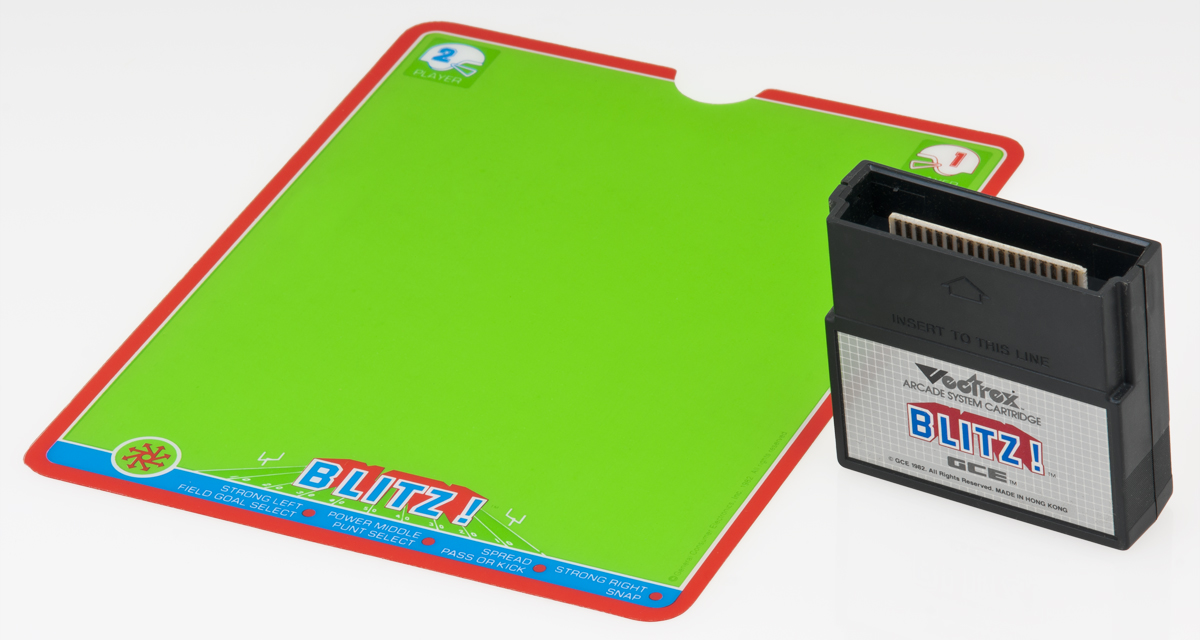
オーバーレイ

## ソフトウェア
対応ソフトはROMカートリッジで供給された。

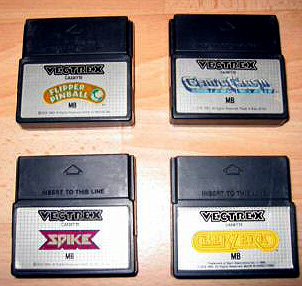
専用ソフト

- マインストーム - 本体内蔵で、カートリッジを装着せずに起動するとプレイできる。
- ハルマゲドン
- スクランブルウォーズ
- コズミックカズム
- リップオフ
- ソーラークエスト

などが発売された。アーケードゲームからの移植については「ベクタースキャン」および外部リンクも参照。

## マーケティング・反響
バンダイは店頭での有料プレイやレンタル式販売、プレイ大会のテレビ中継といった施策を打ち立てた。また、当時バンダイがスポンサーを務めていた特撮テレビ番組『兄弟拳バイクロッサー』にて同機が小道具として登場した。だが、本体価格が高価なこと、さらに画面込みの本体が非常に大きく、持ち運びや置くのが困難なため、売り上げは思わしくなかった。
日本国内で遊べる移植版としては、2012年12月より配信されているiOS向けユニバーサルアプリ「Vectrex Regeneration」が存在する。各ゲームの再現だけでなく、「Vectrex」発売当時のテレビCM動画が収録されている。また、インディーズ作品の追加収録を予定しているなど、今後の展開も考えられている。

### 小型化プロトタイプの発見
21世紀初頭から、小型化した光速船のプロトタイプの存在がインターネットのコミュニティの間で噂されていた。2003年に発刊されたEdge Magazineの122号には小型化プロトタイプの目撃談が掲載されていた。また、2010年にはGCEの買収元であるMilton Bradley Companyの元従業員の息子とされる人物から、小型化プロトタイプの写真がインターネット上に投稿された。
2018年、アメリカ合衆国テキサス州にあるNational Videogame Museumは、光速船の小型化プロトタイプを入手したことを公表。修繕したうえで展示した。
このプロトタイプは、小型化に合わせてボタンの配置等が変更されている。